# Merizocera stellata
Merizocera stellata là một loài nhện trong họ Ochyroceratidae. Loài này phân bố ở Java.